# Kasey Palmer
Kasey Palmer (* 9. November 1996 in Lewisham, London) ist ein englisch-jamaikanischer Fußballspieler, der seit 2022 bei Coventry City unter Vertrag steht.

## Karriere

### Verein
Kasey Palmer begann seine Jugendentwicklung bei Charlton Athletic. Nachdem er bei einem Match gegen den FC Chelsea im FA Youth Cup 2011/12 beeindruckte, wechselte Kasey Palmer im März 2013 zum FC Chelsea. Er gab sein U-18-Debüt gegen Manchester United im April 2013. Als Stammspieler im Mittelfeld der Saison 2013/14 war er von zentraler Bedeutung für einen ausgezeichneten Start in die U-18-Saison, da er auch einige Tore erzielte. Wie einige seiner Teamkollegen aus dem Jugendteam bekam er frühzeitig die Chance im ersten Jahr auf den Ebenen U19 und U21 zu spielen. Eine Verletzung in der Mitte der Saison verlangsamte seinen Fortschritt etwas, trotzdem wurde er ein einflussreicher Einwechselspieler in der U-21-Premier League und half dem Team zum Titelgewinn des FA Youth Cup.
Da er einer der älteren Spieler in der Saison 2015/16 war, wurde viel von ihm erwartet und er lieferte gute Leistungen wie einen Hattrick gegen den FC Liverpool. In dieser Saison erzielte er 16 Tore und er konnte mit Chelsea den FA Youth Cup und die UEFA Youth League wieder gewinnen.
Zur Saison 2016/17 wechselte Palmer für ein Jahr auf Leihbasis zum Zweitligisten Huddersfield Town, mit dem er durch einen Erfolg im Play-off-Finale in die Premier League aufstieg. Zur Saison 2017/18 wurde die Leihe um ein Jahr verlängert. Nachdem die Ausleihe von Chelsea Anfang Januar 2018 vorzeitig beendet wurde, verlieh ihn der Verein am 31. Januar 2018 an den Zweitligisten Derby County.
In der Sommervorbereitung 2019 kehrte Palmer zunächst zum FC Chelsea zurück und absolvierte die Vorbereitung unter dem Cheftrainer Frank Lampard in der Profimannschaft. Am 1. August 2019 wechselte er zu Bristol City, für die er bereits in der zweiten Hälfte der Vorsaison auf Leihbasis gespielt hatte. Mit dem Verein verbrachte er die folgenden drei Spielzeiten in der zweiten Liga, zwischenzeitlich spielte er in der Hinrunde der EFL Championship 2020/21 auf Leihbasis bei Swansea City.
Im Juni 2022 wurde Kasey Palmer vom Zweitligisten Coventry City verpflichtet, der ihn mit einem Dreijahresvertrag ausstattete.

### Nationalmannschaft
Kasey Palmer spielte auf jeder Ebene von U17 bis U20 der englischen Fußballnationalmannschaft und wurde im Mai 2016 für das Toulon-Turnier in den U-21-Kader aufgenommen.

## Erfolge
FC Chelsea U23
- Premier League 2: 2013/14

FC Chelsea U19
- UEFA Youth League: 2014/15, 2015/16